# Troas

Kaart van de Troas met ligging en omgeving van Troje.

Troas (Oudgrieks: Τρωάς, ook Τροία; of Ἰλιάς γῆ) was in de oudheid het gebied van de stad Troje. Troas maakte deel uit van Mysië, maar behield zijn naam.

## Etymologie
De naam Troas is afgeleid van de Hittitische naam voor de regio: Taruisa.

## Geografie
Het gebied kwam min of meer overeen met de huidige provincie Çanakkale in het noordwesten van Turkije. Troas strekte zich langs de kust uit van Abydos tot aan het voorgebergte Lectum en vandaar oostwaarts tot aan Antandros. In het binnenland strekte het zich uit tot de Ida. Homeros duidt de grenzen nergens duidelijk aan.
De landstreek bestond uit een golvende vlakte, doorsneden door de noordwestelijke uitlopers van het Idagebergte en door de riviertjes Satnioïs, Rhodius, Simoïs, Scamander en Thymbrius. Voor de kust lag het eiland Tenedos.

## Inwoners
De bewoners van dit landschap waren de Trōes (Τρῶες), door de Romeinse prozaschrijvers meestal Troiani genoemd, die waarschijnlijk ontstaan waren uit een vermenging van de oorspronkelijke Frygische bevolking met de uit Thracië afkomstige Teukriërs.

### In het Nieuwe Testament
De apostel Paulus bezocht Troas. Hij verwijst ook naar de Troas wanneer hij zijn medewerker Timoteüs in Efeze vraagt, om zijn mantel bij zijn vriend Karpus in Troas op te halen.

## Referentie
- art. Troas, in F. Lübker - trad. ed. J.D. Van Hoëvell, Classisch Woordenboek van Kunsten en Wetenschappen, Rotterdam, 1857, p. 986.

Bithynië · Cappadocië · Carië · Cilicië · Dorische hexapolis · Eolië · Frygië · Galatië · Ionië · Lycaonië · Lycië · Lydië · Mysië · Pamfylië · Paflagonië · Pisidië · Pontus · Troas